# Husów
Husów (d. Hussów) – wieś w Polsce, położona w województwie podkarpackim, w powiecie łańcuckim, w gminie Markowa.
Miejscowość jest siedzibą rzymskokatolickiej parafii św. Andrzeja.
W latach 1954–1972 wieś należała i była siedzibą władz gromady Husów. W latach 1975–1998 miejscowość administracyjnie należała do województwa rzeszowskiego.

## Integralne części wsi
| SIMC    | Nazwa        | Rodzaj    |
| ------- | ------------ | --------- |
| 0655340 | Górnica      | część wsi |
| 0655356 | Podlas       | część wsi |
| 0655362 | Podstrasznik | część wsi |
| 0655379 | Ulica        | część wsi |
| 0655385 | Zdrój        | część wsi |

## Historia
Wieś lokowana na surowym korzeniu, co wskazuje na karczunkowy charakter osadnictwa, gdzie zwarte obszary leśne na tym terenie ciągnęły się od Łańcuta aż po Handzlową, lokowaną w 1381 roku, Husów jako niemiecka kolonia Langenhow, podobnie jak sąsiednie wsie z końcówkami na -hau/how oznaczające porębę np. pobliska; Markowa (Markenhow), Albigowa (Helwygheshow), Handzlówka (Hanselshow) oraz Sonina (Schonerwald) (zob. Głuchoniemcy).
W 1450 roku właścicielem był Jan z Pilczy syn Elżbiety Granowskiej trzeciej żony Władysława Jagiełły.